# Аміша Патель
Аміша Патель (гінді अमीषा पटेल, нар. 9 червня 1975, Мумбаї) — індійська акторка і модель, що знімається в Боллівуді. Продюсерка власної кінокомпанії «Ameesha Patel Productions».

## Біографія
Народилася в сім'ї актора Аміта та акторки Аші Патель. Її дід — відомий адвокат і політик Раджні Патель. Молодший брат Ашміт теж актор.
Вже з п'яти років Аміша вчилася танцювати. Старшою вирушила до США, в університет Тафтса, де вивчала економіку.
Дебютувала в кіно у фільмі «Скажи, що любиш» (2000), зіграти в якому їй запропонував кінорежисер Ракеш Рошан. За роль у фільмі «Втікачі» (2001) Аміша Патель отримала похвалу критики і нагороду («Filmfare»), а сама стрічка стала хітом в індійському кіно. Патель знімалася в багатьох фільмах, але не завжди вони виявлялися успішними у фінансовому плані. Серед її кращих робіт також фільми «Відчай» (2006) і «Лабіринт» (2007).
У 2011 році Патель заснувала власну кінокомпанію «Ameesha Patel Productions» і стала продюсеркою.

## Особисте життя
Аміша Патель неодружена. Протягом кількох років (1999-2007) зустрічалася з кінорежисером Вікрамом Бхаттом, а потім — з бізнесменом Канавом Пурі. Стосунки з останнім припинила, щоб зосередитися на кар'єрі.

## Фільмографія
| Рік  | Фільм                               | Роль                            | Примітки                     |                                                      |
| ---- | ----------------------------------- | ------------------------------- | ---------------------------- | ---------------------------------------------------- |
| 2000 | Скажи, що любиш                     | Kaho Naa... Pyaar Hai           | Сонія Саксена                |                                                      |
| 2000 | Badri                               | Сарая                           | фільм мовою телугу           |                                                      |
| 2001 | Втікачі                             | Gadar: Ek Prem Katha            | Сакіна                       | номінована на Filmfare Award за найкращу жіночу роль |
| 2001 | Відкриття світу                     | Yeh Zindagi Ka Safar            | Саріна Діван                 |                                                      |
| 2002 | Гаряче серце                        | Kranti                          | Санжана Рой                  |                                                      |
| 2002 | Чи це кохання?                      | Kya Yehi Pyaar Hai              | Сандхія Патіл                |                                                      |
| 2002 | Ти мені дуже подобаєшся             | Aap Mujhe Achche Lagne Lage     | Сапна                        |                                                      |
| 2002 | Поїздка в Лондон                    | Сонія Сінгх                     |                              |                                                      |
| 2002 | Мрія афериста                       | Humraaz                         | Прія                         | номінована на Filmfare Award за найкращу жіночу роль |
| 2003 | Puthiya Geethai                     | Джо                             | фільм тамільською мовою      |                                                      |
| 2003 | Заради спасіння коханої             | Parwana                         | Пуджа                        |                                                      |
| 2004 | Suno Sasurjee                       | Кіран Саксена                   |                              |                                                      |
| 2004 | Виклик                              | Shart: The Challenge            | играет саму себя             |                                                      |
| 2004 | Наані                               | Naani                           | Прія                         | фільм мовою телугу                                   |
| 2005 | Обіцянка                            | Vaada (film)                    | Пуджа                        |                                                      |
| 2005 | Схватка                             | Elaan                           | Прія                         |                                                      |
| 2005 | Раскаяние                           | Zameer: The Fire Within         | Пуджа                        |                                                      |
| 2005 | Narasimhudu                         | Субба Лакшмі                    | фільм мовою телугу           |                                                      |
| 2005 | Повстання: Балада про Мангала Панді | Mangal Pandey: The Rising       | Джвала                       |                                                      |
| 2006 | Размолвка                           | Mere Jeevan Saathi              | Анжалі                       |                                                      |
| 2006 | В і'мя кохання                      | Humko Tumse Pyaar Hai           | Дурга                        |                                                      |
| 2006 | Прихована зйомка                    | Teesri Aankh: The Hidden Camera | Амму                         |                                                      |
| 2006 | Хай буде так!                       | Tathastu                        | Саріта                       |                                                      |
| 2006 | Відчай                              | Ankahee                         | Нандіта Саксена              |                                                      |
| 2006 | Заради тебе                         | Aap Ki Khatir                   | Ширані Кханна                |                                                      |
| 2007 | Подорож в медовий місяць            | Honeymoon Travels Pvt. Ltd.     | Пинки Капур                  |                                                      |
| 2007 | Привіт, маленька!                   | Heyy Babyy                      | дівчина в пісні «Heyy Babyy» | запрошена зірка                                      |
| 2007 | Лабіринт                            | Bhool Bhulaiyaa                 | Радха                        |                                                      |
| 2007 | Коли одного життя замало            | грає саму себе                  | камео                        |                                                      |
| 2008 | Трішки кохання, трішки магії        | Thoda Pyaar Thoda Magic}}       | Малаіка                      | камео                                                |
| 2010 | Run Bhola Run                       | Заморожен                       |                              |                                                      |
| 2011 | Чатур Сінгх дві зірки               | Chatur Singh Two Star           | Сонія                        |                                                      |
| 2011 | Parama Veera Chakra                 | Раджині                         | фільм мовою телугу           |                                                      |
| 2011 | Гонка 2                             | Черрі, помічниця Р.Д            |                              |                                                      |
| 2011 | Shortcut Romeo                      | Моніка                          |                              |                                                      |

## Кінопремії
| Нагороди               | Нагороди                       | Нагороди                     | Нагороди | Нагороди  | Нагороди  |
| Премія                 | Категорія                      | Фільм                        | ,Рік     | Результат | Посилання |
| ---------------------- | ------------------------------ | ---------------------------- | -------- | --------- | --------- |
| Filmfare Awards        | Спеціальний приз               | Втікачі                      | 2002     | Перемога  |           |
| Filmfare Awards        | Найкраща жіноча роль           | Втікачі                      | 2002     | Номінація |           |
| Filmfare Awards        | Найкраща жіноча роль           | Мрія афериста                | 2003     | Номінація |           |
| Star Screen Awards     | Кращий жіночий дебют           | Скажи, що кохаєш             | 2001     | Номінація |           |
| Star Screen Awards     | Найкраща жіноча роль           | Втікачі                      | 2002     | Номінація |           |
| IIFA Awards            | Найкраща жіноча роль           | Втікачі                      | 2002     | Номінація |           |
| IIFA Awards            | Найкраща жіноча роль           | Мрія афериста                | 2003     | Номінація |           |
| Zee Cine Awards        | Найкращий жіночий дебют        | Скажи, що кохаєш             | 2001     | Перемога  |           |
| Zee Cine Awards        | Найкраща жіноча роль           | Втікачі                      | 2002     | Номінація |           |
| Bollywood Movie Awards | Найкраща акторка другого плану | Відчай                       | 2007     | Номінація |           |
| Stardust Awards        | Найкраща акторка другого плану | Трішки кохання, трішки магії | 2009     | Номінація | [ 4 ]     |
| Sansui Awards          | Обличчя року                   | Скажи, що кохаєш             | 2001     | Перемога  |           |
| Sansui Awards          | Найкраща акторка на думку журі | Втікачі                      | 2002     | Перемога  | [ 5 ]     |

### Інші нагороди
| Рік  | Фестиваль               | Конкурс              | Фільм                       | Результат |
| ---- | ----------------------- | -------------------- | --------------------------- | --------- |
| 2001 | Annual Awards Filmgoers | Кращий жіночий дебют | Kaho Naa... Pyaar Hai       | Перемога  |
| 2001 | Kalashree Awards        | Сенсаційний дебют    | Kaho Naa... Pyaar Hai       | Перемога  |
| 2002 | Annual Awards Filmgoers | Краща акторка        | Gadar: Ek Prem Katha        | Перемога  |
| 2008 | Salaam-E-Comedy Awards  | Краща акторка        | Honeymoon Travels Pvt. Ltd. | Номінація |